# Incidente della collina 192
L'incidente della collina 192 si riferisce al rapimento, allo stupro di gruppo e all'omicidio di Phan Thi Mao, una giovane donna vietnamita  avvenuto il 19 novembre 1966 da parte di una squadra statunitense durante la guerra del Vietnam. Sebbene la notizia di questo crimine di guerra raggiunse gli Stati Uniti d'America poco dopo i processi dei soldati, la storia ha guadagnato una vasta notorietà grazie all'articolo di Daniel Lang del 1969 per il The New Yorker  ed a un libro successivo.
I film O.k. del 1970 e Vittime di guerra del 1989 narrano tale crimine.

## Storia
Il 17 novembre 1966, il sergente David Edward Gervase ed il soldato di prima classe Steven Cabbot Thomas, entrambi membri della Compagnia C, 2º Battaglione (Airborne), 8º Cavalleria , 1º Divisione di cavalleria, parlarono con altri tre membri della squadra (Robert M. Storeby, Cipriano S. Garcia, e Joseph C. Garcia) sul piano per rapire una "bella ragazza" durante la loro missione di ricognizione prevista per il giorno successivo,  "alla fine dei cinque giorni l'avremmo uccisa". Storeby ha anche ricordato che Gervase ha affermato che sarebbe stato "buono per il morale della squadra".
Intorno alle 05:00 del mattino del 18 novembre, la squadra è entrata nel minuscolo villaggio di Cat Tuong, nel distretto di Phu My, alla ricerca di una donna. Dopo aver trovato Phan Thi Mao, le legarono i polsi con una corda, la imbavagliarono e la portarono via. Più tardi, dopo aver allestito un campo in un baraccone abbandonato, quattro dei soldati (escluso Storeby) si sono alternati nello stupro di Mao. Il giorno seguente, nel bel mezzo di uno scontro a fuoco con i Viet Cong, Thomas e Gervase si preoccuparono che la donna potesse essere vista con la squadra. Thomas condusse Mao in una zona cespugliosa e, sebbene l'avesse pugnalata tre volte con il suo coltello da caccia, non riuscì ad ucciderla. Successivamente mentre la donna cercava di fuggire, tre dei soldati l'hanno inseguita. Thomas la prese e le sparò alla testa con il suo fucile M16.

## Processo
Storeby inizialmente denunciò il crimine. In un primo momento, la catena di comando, compreso il comandante della compagnia, non prese provvedimenti. Nonostante le minacce contro la sua vita da parte dei soldati che hanno preso parte allo stupro e all'omicidio, Storeby era determinato nel vedere i soldati puniti. La sua persistenza nel denunciare il crimine alle autorità superiori portò dinnanzi alla corte marziale i suoi quattro compagni di squadra. Fu durante questi procedimenti che la vittima fu identificata da sua sorella come Phan Thi Mao.
Thomas, Cipriano Garcia e Joseph Garcia furono condannati per omicidio nel marzo e nell'aprile 1967. Gervase fu dichiarato colpevole dell'accusa di omicidio. Al processo di Thomas, che ha commesso l'accoltellamento e la sparatoria, il pubblico ministero chiese alla giuria di comminare una condanna a morte. La corte, tuttavia, condannò Thomas all'ergastolo. Questa condanna è stata prima commutata in 20 anni, poi ridotta a otto, il che lo ha reso idoneo alla libertà vigilata dopo metà di quel tempo. Allo stesso modo, la condanna iniziale di dieci anni di Gervase fu ridotta a otto anni.
Nel 1968 Joseph Garcia fu assolto in appello dalla sua condanna iniziale di 15 anni e il suo congedo disonorevole è stato annullato dopo che è stato stabilito che i suoi diritti del quinto emendamento sono stati violati e la sua confessione è stata dichiarata inammissibile. La condanna di Cipriano Garcia fu ridotta a 22 mesi. Tutti i soldati (escluso Storeby) furono congedati con disonore dall'esercito.
Nel maggio 1991 Steven Cabbot Thomas, lavorante in un cantiere navale e suprematista bianco appartenente alla Chiesa del Creatore, risultò coinvolto nell'omicidio di un marinaio afroamericano avvenuto nel parcheggio di un negozio di alimentari a Neptune Beach, Florida.

## Filmografia
- O.k., regia di Michael Verhoeven (1970)
- Vittime di guerra, regia di Brian De Palma (1989)